# Dylan Sahara
Dylan Sahara (Ponorogo, 23 de diciembre de 1992-Pandeglang, 22 de diciembre de 2018) fue una actriz y presentadora de televisión malaya. En 2016, se casó con el cantante Riefian Fajarsyah que era miembro de la banda de pop Seventeen. Murió el 22 de diciembre de 2018 durante el tsunami del estrecho de la Sonda, un día antes de su 26º cumpleaños, mientras asistía al escenario interpretado por la banda Seventeen en un evento organizado por Perusahaan Listrik Negara (PLN) cuando golpeó el tsunami. Le sobrevivió Fajarsyah, quien también fue el único superviviente del grupo Seventeen.

## Filmografía
- 2 Dewi (2011)
- Baper (2016–17)